# تسارارانو، ماواتانانا
تسارارانو (به لاتین: Tsararano) یک منطقهٔ مسکونی در ماداگاسکار است که در Maevatanana واقع شده‌است.
 تسارارانو  ۱۰٬۰۰۰ نفر جمعیت دارد و ۱۳۳ متر بالاتر از سطح دریا واقع شده‌است.